# Carlo Maria Bascapè
Carlo Maria Bascapè, B. (světským jménem: Giovanni Francesco Bascapè; 25. října 1550 Melegnano – 6. října 1615 Novara) byl italský římskokatolický duchovní, barnabita a biskup Novary.

## Život
Narodil se 25. října 1559 v Melegnanu do hraběcí rodiny původem z Bascapè.
Po studiích byl členem sboru právníků. Brzy se stal sekretářem svatého Karla Boromejského a podílel se na nejdůležitějších záležitostech milánské diecéze. Roku 1580 po neshodách se španělskou korunou, byl Bascapè poslán Karlem Boromejským do Madridu k Filipovi II., kde se mu podařilo obnovit dobré vztahy.
Později vstoupil k barnabitům a 29. července 1576 byl vysvěcen na kněze. Boromejský ho pověřil sepsáním latinských konstitucí jeho řádu a ženského odnože Andělských sester svatého Pavla. Roku 1586 byl zvolen generálním představeným řádu.
Dne 8. února 1593 jej papež Klement VIII. jmenoval biskupem Novary. Biskupské svěcení přijal 24. února z rukou kardinála Ludovica de Torres. Ve své diecézi uplatňoval náboženskou obnovu v souladu s posttridentskou spiritualitou svatého Karla. Založil kongregaci Oblátů svatého Gaudentia a prosadil kanonizaci Karla Boromejského.
Zemřel 6. října 1615. Původně byl pohřben v kostele svatého Marka v Novaře a roku 1801 byly přeneseny do katedrály. Roku 1963 se vrátili zpět do kostela svatého Marka.

## Dílo
Napsal mnoho pastoračních, právních a historických děl. Mezi jeho nejvýznamnější spisy patří:
- Scritti pastorali (1609)
- Vita di San Carlo Borromeo o De vita et rebus gestis Caroli S. Rom. Ecclesiae Cardinalis tit. S. Praxedis (Ingolstadt 1592)
- Novaria seu de Ecclesia Novariesi (1612), con traduzione italiana Novaria. Terre e vescovi della diocesi, a cura di Giancarlo Andenna e Dorino Tuniz (Interlinea, Novara 2015)
- Historia Ecclesiae Mediolanensis
- De metropoli Mediolanensi (1612)
- Commentarii canonici (1615)

## Proces svatořečení
Dne 10. května 1966 byl zahájen proces jeho svatořečení v diecézi Novara. Dne 19. prosince 2005 uznal papež Benedikt XVI. jeho heroické ctnosti.